# علم هنجاری
در علوم کاربردی علم هنجاری (به انگلیسی Normative science) نوعی از اطلاعات است که بر اساس سلایق و ترجیحات فرض شده و معمولاً بیان نشده، برای یک یا دسته‌ای از سیاست‌ها یا خط مشی‌های به خصوص، توسعه، ارائه و تفسیر می‌شود. به بیان دیگر علوم معمولی یا سنتی هدف تحقق یک سیاست را دنبال نمی‌کنند اما علوم هنجاری اینگونه هستند. تامس کوهن در اینباره می‌گوید علم هنجاری که فعالیت اغلب دانشمندان ناگزیر تمام‌وقت به آن اختصاص دارد، مبتنی بر این فرض است که جامعه علمی می‌داند جهان به چه چیز شباهت دارد. قسمت عمده موفقیت در کار برخاسته از آمادگی جامعه از این فرض و دفاع کردن از آن در صورت لزوم به بهای گزاف است. مثلاً علم هنجاری غالباً از پذیرفتن نوآوریها به سبب آنکه وسیله از میان رفتن دلبستگی‌ها و تعهدات آن می‌شود، خودداری می‌ورزد.